# Vitali Mélnikov
Vitali Víktorovich Mélnikov –en ruso, Виталий Викторович Мельников– (Vorónezh, URSS, 20 de marzo de 1990) es un deportista ruso que compitió en natación, especialista en el estilo espalda.
Ganó dos medallas en el Campeonato Europeo de Natación en Piscina Corta de 2013, oro en la prueba de 4 × 50 m estilos y plata en 100 m espalda.

## Palmarés internacional
| Campeonato Europeo en Piscina Corta | Campeonato Europeo en Piscina Corta | Campeonato Europeo en Piscina Corta | Campeonato Europeo en Piscina Corta |
| Año                                 | Lugar                               | Medalla                             | Prueba                              |
| ----------------------------------- | ----------------------------------- | ----------------------------------- | ----------------------------------- |
| 2013                                | Herning (Dinamarca)                 | Medalla de oro                      | 4 × 50 m estilos                    |
| 2013                                | Herning (Dinamarca)                 | Medalla de plata                    | 100 m espalda                       |